# نفروبیتی
نفروبیتی (انگلیسی: Neferubity) یک شاهدخت مصری در دودمان هجدهم مصر بود. او دختر فرعون تحوتموس یکم و احمس، خواهر حتشپسوت و خواهر ناتنی تحوتموس دوم وجمس و آمنموس بود.
نام او به معنای «زیبایی‌های مصر سفلی» است که از هیروگلیف‌های «نفِر» به معنی «زیبایی» و «بیتی» به معنی «مصر سفلی» گرفته شده است.
او همراه با والدین خود، تحوتموس یکم و احمس، در معبد تدفینی هات‌شپسوت در دیر البحری به تصویر کشیده شده است و پس از آن ناپدید می‌شود. فرض بر این است که او در جوانی درگذشته است، چرا که تنها تصویر او دارای «گیس جانبی کودکی» است.